# 林岳车辆段
林岳车辆段位于中华人民共和国广东省佛山市南海区桂城街道林岳大道以南、广珠西线高速以东地块，林岳西站南侧，是佛山地铁2号线的车辆基地。车辆段东西两端分别连接林岳东站和石洲站。

## 基本信息
作为佛山地铁2号线地铁车辆停放、保养、维修和调试场所，林岳车辆段包含车辆停放及日常保养功能、车辆检修功能、列车救援功能、系统维修功能、材料供应功能、技术培训等功能。林岳车辆段东西方向长约1,300米，南北走向最宽处约320米，建设用地面积约28万平方米。
车辆段上方设有上盖住宅物业——中交泷湾云城，建成时是佛山最大的TOD项目。

## 历史
- 2017年11月9日，林岳车辆段正式开工[4]。
- 2020年10月21日，林岳车辆段TOD综合开发项目C区顺利封顶[1]。
- 2020年12月21日，林岳车辆段综合楼宣告完成结构封顶[5]。
- 2021年2月6日，林岳车辆段TOD项目主体结构全面封顶[4][6]。